# Liblice (Český Brod)
Liblice jsou vesnice v okrese Kolín, součást města Český Brod. Navazují z východu na vlastní město. Vesnicí protéká říčka Šembera. V roce 2011 zde bylo evidováno 248 adres.
Liblice leží v katastrálním území Liblice u Českého Brodu o rozloze 5,57 km2.

## Historie
Archeologické nálezy ukazují na osídlení této lokality již v mladší době kamenné, ve 4. tisíciletí před naším letopočtem.
Vznik vsi se udává mezi lety 1283–1289, nejstarší známá písemná zmínka je vztahována k roku 1289. Ves Liblice mívala tvrz a dvůr. Až do roku 1421 bývala spolu s Českým Brodem statkem pražských biskupů a arcibiskupů, v polovině 15. století se dostala světským majitelům. Petr Šturm z Hyršfeldu roku 1579 prodal Liblice městu Český Brod, které téhož roku koupilo od Jaroslava Smiřického i nápravnický dvůr Liblický, a to pro potřeby českobrodského špitálu. Roku 1623 v pobělohorských konfiskacích byly Brodu všechny statky vzaty a vesměs levně prodány Karlovi z Liechtensteinu, přičemž Liblice se staly součástí černokosteleckého panství.
Třicetiletá válka oblast silně zasáhla. Český Brod postihl v roce 1628 ničivý požár a v roce 1639 město vydrancovalo a vypálilo švédské vojsko. Na konci třicetileté války v polovině 17. století hospodařil v Liblicích jediný sedlák Jiří Zárybnický na 72 stryších půdy (přibližně 21 ha), vlastnil dva potahy, 2 krávy a 3 jalovice. Ostatní selské grunty, Nezavdalovský, Klemperovský, Zikmundovský, a chalupnické grunty Buchoslavovský, Čapkovský a Doskočilovský byly rozboené a pusté, celkem bylo pustých 229 strychů (přibližně 69 ha) půdy. V roce 1677 byly již opuštěné grunty opět osazeny. Liblický mlýn kvůli dostatku mlýnů v okolí už nebyl obnoven. V té době spadala ves pod přistoupimskou rychtu i faru. Pod hrází Nouzova (dříve Nouzovce) stával mlýn Nouzovec, který byl v roce 1677 nově vystavěn a zařízen na mletí mouky a drcení krup nebo jahel. V polovině 17. století byly Liblice obklopeny soustavou rybníků, kterým se říkalo Lacina, Starý rybník, Okřínek, Nouzovec, Chodotín, V pastviších, Rákosnatý a Netřeba. Na sever od vsi byla zřízena bažantnice. Ještě v roce 1788 je zaznamenáno jen sedm popisných čísel, což odpovídalo počtu statků ve vsi. Vedle nich tu stál dvůr, mlýn Nouzovec a usedlost Chodotín, později zvaná Tůmov podle Josefa Tůmy z Kostelce, který se tu usadil v roce 1804.
Liechtensteinové zřídili v Liblicích roku 1838 cukrovar, historicky druhý v Čechách, který byl v činností až do roku 1892, kdy Liechtensteinové koupili českobrodský pivovar a objekty v Liblicích přeměnili na hospodářské budovy a byty pro zaměstnance cukrovaru. Roku 1910 prodali českobrodský pivovar i s bývalým liblickým cukrovarem společnosti Pečecké rafinerie cukru. K roku 1843 bylo v Liblicích zaznamenáno 13 domů a 123 obyvatel.
Liblický dvůr byl rozlehlý a jeho součástí byla i bývalá libická tvrz, z níž se ještě v polovině 17. století využívala kuchyň s pecí, sklepy, špýchar a chlévy. Bývalý panský dvůr koupilo v roce 1920 ministerstvo zemědělství a zřídilo zde výzkumnou stanici, která byla v roce 1949 jako šlechtitelská stanice byla přičleněna k Československým státním statkům. Od roku 1959 byl dvůr převzat pro školní statek Střední zemědělské technické školy v Liblicích. Budova rolnické školy a s ní spojené odborné školy hospodářské s internátem pocházejí z roku 1926. Budovy bývalého panského dvora byly po roce 2000 zbourány a pozemek rozprodán na parcely pro stavbu rodinných domů.

## Vysílače
Státní poštovní správa RČS zřídila u jihozápadního okraje vsi celostátní rozhlasovou stanici o výkonu 120 kW, tehdy největší v republice. Zkušební vysílání bylo zahájeno roku 1928, od 27. října 1931 byla uvedena do trvalého provozu. Zavěšené antény nesly dva anténní stožáry věžového typu, vysoké 150 m, které dodaly Železárny ve Vítkovicích. Tento vysílač byl později označován Liblice A. Jejich prostřednictvím byl vysílán časový signál OMA. České osazenstvo zachránilo 8. května 1945 liblickou vysílačku před zničením. V její blízkosti došlo toho dne odpoledne k přestřelce, při které bylo zastřeleno 17 Čechů a v Úvalech 3 rukojmí. 11. srpna 2004 byly tyto věže odstřeleny a středisko zlikvidováno.
Od roku 1936 byl v činností třetí, samostatný anténní stožár, vysoký 273 metrů, typu čtyřbokého jehlanu dvojitého, při státní silnici u Kleček, pro výkon 300 kW. Tento stožár byl 17. října 1974 odstřelením stržen a poblíž byly vybudovány dva 355 m vysoké hranolové anténní stožáry, pro vysílací výkon 1500 kW, z nich bylo vysílání ve středovlnném pásmu trvale zahájeno 28. prosince 1976. Vysílání bylo ukončeno 31. prosince 2021 ve 23:59:59.
Od 1. října 2023 je sjednané znovuobnovení vysílání. České Radiokomunikace (CRA) z vysílače Liblice B budou šířit signál Country Radia na střední vlně 639 kHz.
Dnešní areál středovlnných vysílačů Liblice B se nachází v neosídleném prostoru mezi vesnicemi Liblice, Přistoupim a Bylany, severní věž stojí na území Liblic a jižní věž na území obce Přistoupim, obě věže jsou považovány za nejvyšší stavbu na území České republiky.